# Rue Mandeville
La rue Mandeville est une rue située à la limite des quartiers des Guillemins et de Cointe à Liège en Belgique (région wallonne). 

## Histoire
Cette rue est probablement légèrement postérieure à la création de la première gare de Liège-Guillemins (1842) et à la voie ferrée qui la rejoint. 
La rue se prolongeait vers le nord pour se raccorder à l'avenue de l'Observatoire. Cette partie de voirie qui longe l'arrière de la gare des Guillemins fut rebaptisée rue Serrurier-Bovy en 1977 puis fut redessinée à la suite de la construction de la nouvelle gare entre 2002 et 2009 et la création du pont de l'Observatoire.

## Situation et description

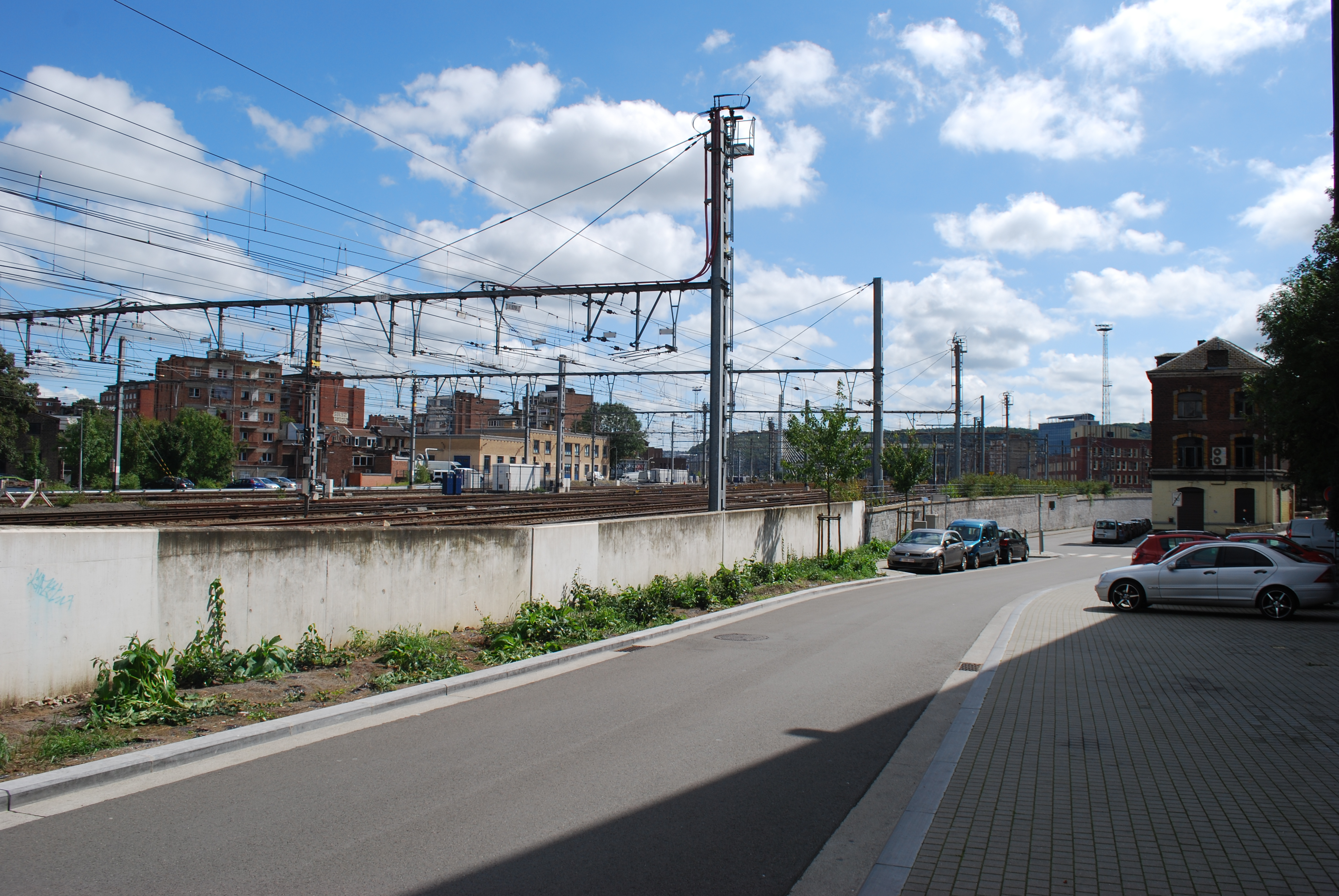

Cette voie se situe entre le pied oriental de la colline de Cointe et la large voie ferrée aboutissant à la gare des Guillemins. Tous les immeubles de la rue (environ 70) sont implantés d'un seul côté de la voirie (côté colline). Trois rues (rues Marcel Thiry, Saint-Maur et Albert Mockel) s'en extraient pour gravir la colline de Cointe. Un escalier et un étroit chemin pavé permettent aussi de rejoindre la rue Marcel Thiry. La rue se prolonge au nord par le parking se situant à l'arrière de la gare des Guillemins (rue Serrurier-Bovy).

## Odonymie
La rue rend hommage à Jean de Mandeville appelé aussi Jean de Bourgogne né vers 1300 et mort à Liège vers 1372, présumé explorateur et auteur d'un ouvrage intitulé le Livre des merveilles du monde (titre original en latin : Itineraria, c'est-à-dire voyages) qu'il rédigea à l'issue d'un prétendu voyage de 34 ans en Égypte, et dans différents pays d'Asie, jusqu'en Chine. 
Avant 1863, cette artère s'appelait la rue Derrière-la-Station.

## Patrimoine
L'immeuble situé au no 24 date de la fin du XVIIIe siècle. Cette construction symétrique en brique et pierre de taille de style néo-classique possède cinq travées dont les deux latérales sont légèrement en ressaut. La porte d'entrée, sur la travée centrale, est précédée par un perron de quatre marches. La maison est reprise à l'inventaire du patrimoine culturel immobilier de la Wallonie.

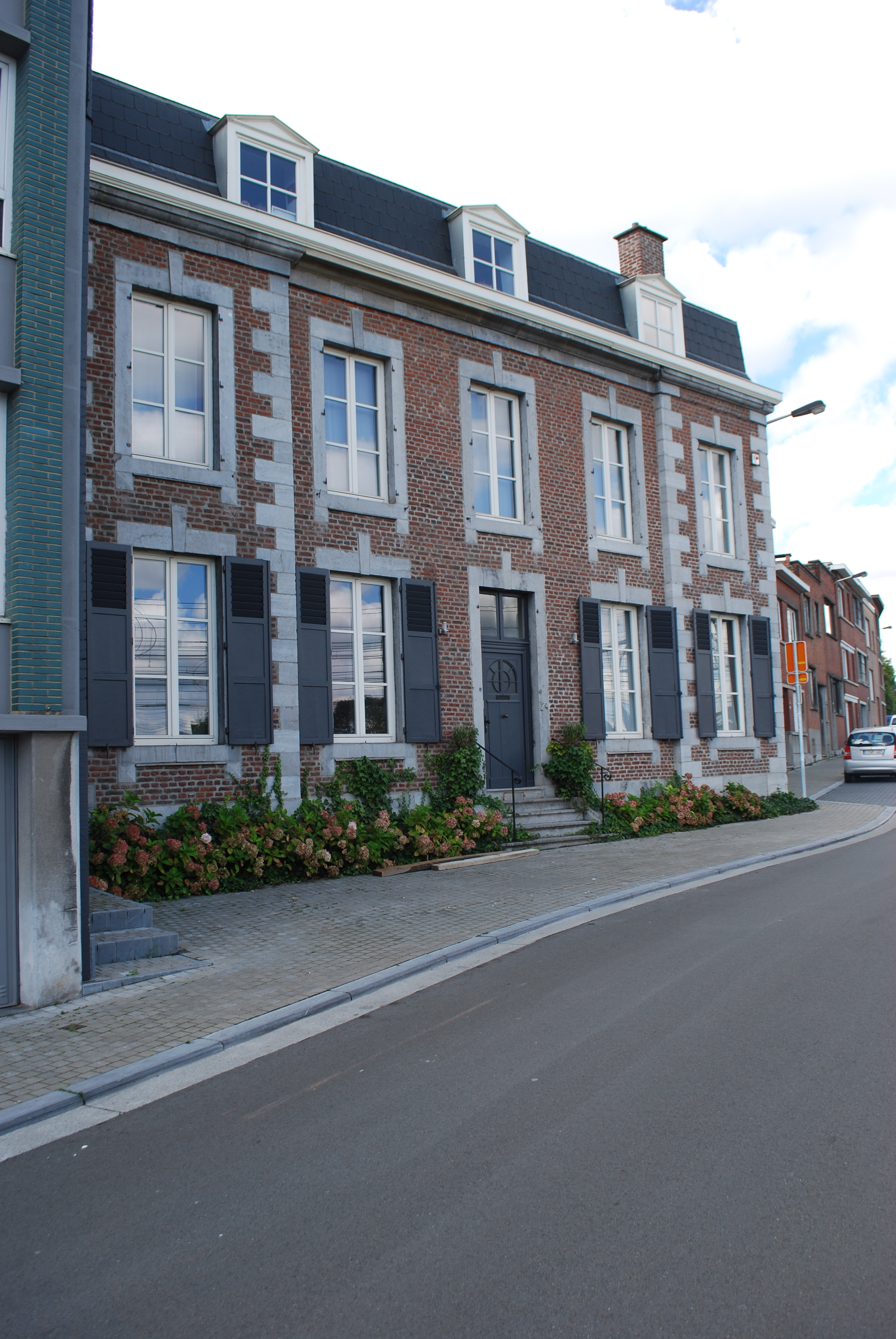
Rue Mandeville, 24

L'acteur et réalisateur Bouli Lanners habite la rue.

## Voiries adjacentes
- Rue Ernest Solvay
- Rue Marcel Thiry
- Rue Saint-Maur
- Rue Albert Mockel
- Rue Serrurier-Bovy

### Source et lien externe
- Claude Warzée, « Les origines du parc privé de Cointe », sur Histoires de Liège, 28 octobre 2015 (consulté le 5 août 2023)